# Joselyne Edwards
Joselyne Edwards (Cidade do Panamá, 29 de setembro de 1995) é uma lutadora profissional de artes marciais mistas panamenha, que atualmente compete pelo UFC na categoria peso galo.

## Carreira no MMA

### Ultimate Fighting Championship
Edwards fez sua estreia no UFC contra Wu Yanan em 16 de janeiro de 2021 no UFC on ABC: Holloway vs. Kattar. Ela venceu por decisão unânime.
Edwards enfrentou Karol Rosa em 6 de fevereiro de 2021 no UFC Fight Night: Overeem vs. Volkov. Ela perdeu por decisão unânime.
Edwards enfrentou Jessica Rose-Clark no UFC Fight Night: Costa vs. Vettori em 23 de outubro de 2021. Ela perdeu por decisão unânime.
Edwards enfrentou Ramona Pascual em 11 de junho de 2022 no UFC 275. Ela venceu por decisão unânime.

## Cartel no MMA
| Cartel no MMA   |             |            |
| 16 lutas        | 12 vitórias | 4 derrotas |
| Por nocaute     | 5           | 0          |
| Por finalização | 3           | 1          |
| Por decisão     | 4           | 3          |

| Res.    | Cartel | Oponente                         | Método                       | Evento                              | Data       | Round | Tempo | Local                 | Notas                                          |
| ------- | ------ | -------------------------------- | ---------------------------- | ----------------------------------- | ---------- | ----- | ----- | --------------------- | ---------------------------------------------- |
| Vitória | 12-4   | Ji Yeon Kim                      | Decisão (dividida)           | UFC 277: Peña vs. Nunes 2           | 16/04/2022 | 3     | 5:00  | Dallas, Texas         |                                                |
| Vitória | 11–4   | Ramona Pascual                   | Decisão (unânime)            | UFC 275: Teixeira vs. Procházka     | 11/06/2022 | 3     | 5:00  | Kallang               | Estreia no peso pena.                          |
| Derrota | 10–4   | Jessica-Rose Clark               | Decisão (unânime)            | UFC Fight Night: Costa vs. Vettori  | 23/10/2021 | 3     | 5:00  | Las Vegas, Nevada     |                                                |
| Derrota | 10–3   | Karol Rosa                       | Decisão (unânime)            | UFC Fight Night: Overeem vs. Volkov | 06/02/2021 | 3     | 5:00  | Las Vegas, Nevada     |                                                |
| Vitória | 10–2   | Wu Yanan                         | Decisão (unânime)            | UFC on ABC: Holloway vs. Kattar     | 16/01/2021 | 3     | 5:00  | Abu Dhabi             |                                                |
| Vitória | 9–2    | Pamela Gonzalez                  | Nocaute (socos)              | UWC 22: Total War                   | 03/07/2020 | 1     | 0:28  | Tijuana               |                                                |
| Derrota | 8–2    | Sarah Alpar                      | Decisão (dividida)           | LFA 55                              | 30/11/2018 | 5     | 5:00  | Dallas, Texas         | Pelo cinturão peso galo feminino do LFA.       |
| Vitória | 8–1    | Brenda Gonzales                  | Finalização (chave de braço) | KOTC: Aggressive Lifestyle          | 01/09/2018 | 2     | 2:53  | Ignacio, Colorado     | Ganhou o Cinturão Peso Galo Feminino do KOTC.  |
| Vitória | 7–1    | Jessica Middleton                | Nocaute técnico (socos)      | The Fight Series                    | 18/05/2018 | 1     | 0:57  | West Des Moines, Iowa |                                                |
| Vitória | 6–1    | Trisha Cicero                    | Decisão (unânime)            | UCC Fantastic Fight Night 8         | 14/10/2017 | 3     | 5:00  | Cidade do Panamá      |                                                |
| Vitória | 5–1    | Francelys Rivero                 | Nocaute técnico (socos)      | UCC Fantastic Fight Night 5         | 20/05/2017 | 1     | 3:30  | Cidade do Panamá      | Defendeu o cinturão peso galo feminino do UCC. |
| Vitória | 4–1    | Mauris Marcano Gonzales          | Finalização (chave de braço) | Ultimate Combat Challenge 31        | 14/10/2016 | 1     | 2:28  | Cidade do Panamá      | Defendeu o cinturão peso galo feminino do UCC. |
| Vitória | 3–1    | Yacqueline Arosemena             | Finalização (verbal)         | Ultimate Combat Challenge 29        | 01/07/2016 | 1     | 1:58  | Cidade do Panamá      | Ganhou o Cinturão Peso Galo Feminino do UCC.   |
| Vitória | 2–1    | Heydi Irias                      | Nocaute técnico (socos)      | Ultimate Combat Challenge 28        | 07/05/2016 | 2     | 3:45  | El Progreso           |                                                |
| Derrota | 1–1    | Mauris Marcano Gonzales          | Finalização (chave de braço) | Ultimate Combat Challenge 25        | 11/09/2015 | 2     | 1:54  | Cidade do Panamá      |                                                |
| Vitória | 1–0    | Evelyn Jessenia Caballero Llanes | Nocaute (soco)               | Ultimate Combat Challenge 24        | 15/05/2015 | 1     | 0:10  | Cidade do Panamá      |                                                |